# David Wolos-Fonteno
David Wolos-Fonteno est un acteur américain.

## Filmographie

### Cinéma
- 1987 : Le justicier braque les dealers : Frank Bauggs
- 1995 : Le Diable en robe bleue : Junior Fornay
- 1996 : L'Effaceur : le garde du corps
- 1996 : Dans l'ombre de Manhattan : un capitaine
- 1998 : Mixing Nia
- 2001 : Dead Dogs Lie : Benny
- 2002 : Mafia Blues 2 : Davis
- 2005 : L'Interprète : Phillip Ostroff
- 2008 : Choke : Edwin
- 2009 : Split Ends : un avocat
- 2010 : The Tested : Ty
- 2010 : Morning Glory : Oscar
- 2012 : The Dictator : le secrétaire général
- 2012 : You're Nobody 'til Somebody Kills You : Capitaine Freeman

### Télévision
- 1985-1986 : Search for Tomorrow : Lieutenant Grant
- 1986-1987 : Santa Barbara : Gus Jackson (27 épisodes)
- 1991-2009 : New York, police judiciaire : Juge Derek Hafner et autres personnages (9 épisodes)
- 1993 : Les Règles de l'art : Anderson (1 épisode)
- 1994 : New York Undercover : le coach Greenway (1 épisode)
- 1995-2006 : Haine et Passion : Dr Charles Grant (399 épisodes)
- 1999-2000 : New York 911 : Capitaine Haynes (3 épisodes)
- 2000 : Deadline : Ed Braxton (1 épisode)
- 2002 : Le Justicier de l'ombre ! Dr Terrence Giles (1 épisode)
- 2004 : New York, section criminelle : Détective Wanstedt (1 épisode)
- 2005-2006 : New York, cour de justice : Juge Derek Hafner (2 épisodes)
- 2006 : Conviction : Juge (1 épisode)
- 2006 : Sur écoute : le gagnant au poker (1 épisode)
- 2006 : Kidnapped : Gus (1 épisode)
- 2007 : Les As du braquage : Alex Kernick (1 épisode)
- 2008 : Fringe : Père Kent (1 épisode)
- 2009-2015 : The Good Wife : Juge Robert Parks (10 épisodes)
- 2011-2012 : Royal Pains : Dr Redliner (4 épisodes)
- 2012 : Smash : Député Maire Klein (1 épisode)
- 2012 : Blue Bloods : divers rôles (2 épisodes)
- 2012 : Made in Jersey : Juge Cooper (1 épisode)
- 2013 : Homeland : Juge Robert Strauss (1 épisode)
- 2013-2014 : Sleepy Hollow : Révérend Boland (2 épisodes)
- 2014 : The Blacklist : Sénateur Sheridan (1 épisode)